# Іясу V
Іясу V (амх. እያሱ 5ኛ, 4 лютого 1895 — 25 листопада 1935 — негус Ефіопії, онук і наступник Менеліка II, син його другої дочки Шоа Реггі й раса Мікаеля, правителя області Уолло, колишнього мусульманина, хрещеного після підкорення його країни Менеліком.

## Життєпис
В останні роки правління Менеліка II внутрішньополітична обстановка в країні помітно загострилась. Здоров'я монарха, що погіршувалось з 1906 року, поставило питання щодо його ймовірного наступника.
У червні 1908 імператор вперше висловив своє бажання бачити на чолі держави свого онука, який після кількох інсультів, перенесених старим імператором, почав фактично керувати Ефіопією (за допомогою радників) з 1911 року. Він не встиг коронуватись, тому часто згадується під іменем, яке мав до смерті Менеліка — Лідж Іясу (амх. ልጅ ኢያሱ; «лідж» означає «дитина царської крові», «принц»).
Напередодні Першої світової війни в Ефіопії посилилось втручання західноєвропейських держав. 17-річний імператор обрав політичний курс, що багато в чому відрізнявся від політики його попередника. Характерними рисами того курсу були встановлення військово-політичних зв'язків з мусульманами всередині Ефіопії та поза її межами, відхід від традиційного союзу з країнами Антанти й орієнтація на країни Троїстого союзу. Проведення подібної політики обов'язково мало привести імператора до конфлікту з потужними противниками, які справедливо вбачали в його діях загрозу власним інтересам.
Царювання Іясу V ознаменувалось низкою імпульсивних кроків, через які він посварився з усією старою аристократією; деякі історики вважають його продовжувачем прогресивних реформ свого діда. Підтримував активні зв'язки с європейськими представниками, які були зацікавлені в його підтримці через війну, що почалась 1914 року. Часті від'їзди юного імператора зі столиці дозволили військовому міністру Габте Гійоргісу скласти змову проти нього.
Значну роль у зростанні антиімператорських настроїв відіграла англійська пропаганда серед християнського населення, яка уміло фальсифікувала численні заяви Іясу про свою ніби прихильність ісламу. Об'єктивно інтереси шоанської знаті, ефіопського духовенства й Антанти збігалися, і не випадково між ними було встановлено контакти з метою повалення Іясу V. Після першої невдалої спроби державного перевороту 30 серпня 1916 року відбулась більш вдала — 27 вересня того ж року, коли, скориставшись відсутністю імператора, шоанська опозиція ввела до Аддис-Абеби віддані війська та проголосила про усунення від влади Іясу. Прагнучи продемонструвати бажання повернутись до попереднього політичного курсу, антиімператорська група проголосила імператрицею країни дочку Менеліка Завдіту I, а регентом і спадкоємцем престолу — лідера шоанської опозиції Тефері Меконнена..
Імператор Іясу V був усунутий від влади та відлучений від церкви під час поїздки до Харера. Приводом для перевороту став його намір вступити до союзу з племенами Сомалі та, за чутками, також прийняти іслам. Під час короткої громадянської війни двічі розбитий досвідченими генералами Менеліка, Іясу втік до Афарської пустелі, де переховувався кілька років, але був спійманий 1921 року та ув'язнений. Ім'я Лідж Іясу як одіозного віровідтступника, потрапило під цензурну заборону. 1931 року йому вдалось ненадовго втекти з ув'язнення. 1935, під час вторгнення Італії (яка підтримувала його права на престол) до Ефіопії, колишній імператор помер, можливо, був убитий за наказом Хайле Селассіє. Місце його поховання невідоме.
Іясу мав одну законну дочку та кількох дітей від наложниць.